# Дагдейл, Уильям
Уильям Дагдейл (англ. William Dugdale; 12 сентября 1605 — 10 февраля 1686) — английский антикварий. Как учёный, оказал влияние на развитие средневековой истории как академического предмета.

## Биография
Родился в Шустоке, около Колсхилла, Уорикшир, в семье местного дворянина ланкаширского происхождения, образование получил в школе Короля Генриха VIII в Ковентри. Пытаясь угодить своему отцу, который в то время был уже стар и слаб, женился в 17-летнем возрасте. Впоследствии жил с семьёй своей жены до смерти отца в 1624 году, после чего отправился в поместье Филлонгли около Шустока, ранее купленное для него его отцом. В 1625 году купил поместье Блайт, также в окрестностях Шустока, и поселился там.
Изучением древностей Дагдейл заинтересовался ещё в раннем возрасте, и в 1635 году, познакомившись с Саймоном Арчером (1581—1662), одним из самых известных антиквариев тех времён, который был тогда нанят для сбора материалов по истории Уорикшира, сопровождал его в Лондон.Там он завел знакомство с сэром Кристофером Хэттоном (впоследствии лордом), контролёром двора, и графом Томасом Арунделом, в то время граф-маршалом Англии. В 1638 году Дагдэйл получил должность персеванта вновь учреждённого герба Белого льва и в 1639 году был повышен до персеванта Красного креста. С этого времени он жил при геральдической коллегии и проводил большую часть времени в Лондоне, занимаясь изучением документов Тауэра и Коттоновской библиотеки.
В 1641 году сэр Кристофер Хэттон, предвидя войну и боясь разграбления и захвата церковного имущества, уполномочил Дагдейла сделать точные проекты всех памятников и надгробий в Вестминстерском аббатстве и основных церквей в Англии, включая такие города, как Питерборо, Эли, Норидж, Линкольн, Ньюарк[уточнить], Беверли, Саутуэлл, Кингстон-апон-Хилл, Йорк, Селби, Честер, Личфилд, Темворс и Уорик. В июне 1642 года он был назначен сопровождать короля в Йорк. Когда началась война, Карл поручил ему призвать к капитуляции замки Банбери и Уорика и другие крепости, которые быстро заполнились боеприпасами и мятежниками. Он отправился с Карлом в Оксфорд, оставаясь там до его сдачи в 1646 году. Дадгейл описал сражение при Эджхилле, впоследствии дополнив его точным обзором местности и описав, из каких сил состояли армии, где и в каком направлении имели место те или иные атаки, а также обозначил места захоронений погибших.
В ноябре 1642 года получил в университете степень магистра искусств, а в 1644 году король назначил его герольдом Честера. В свободное время, пребывая в Оксфорде, он собирал материалы в Бодлианской библиотеке и библиотеках колледжа для своих книг. В 1646 году Дагдэйл возвратился в Лондон и выкупил свои поместья, которые были конфискованы, выплатив 168 фунтов. После посещения Франции в 1648 году продолжил свои антикварные исследования в Лондоне, сотрудничая в этот период с Ричардом Додсуортом над его трудом Monasticon Anglicanum, который был издан впоследствии в единственном томе в 1655, 1664 и 1673 годах. В эпоху Реставрации Стюартов он получил должность королевского герольда Норруа, а в 1677 году был сделан королём герольдом подвязки и посвящён в рыцари.

## Список работ
- Monasticon Anglicanum (1655—1673); Как можно видеть на титульном листе, оригинал был написан на латыни, а работа, приведённая здесь — это версия, переведенная на английский и сокращенная Джеймсом Райтом. Переведённая версия была опубликована в 1693 году.
- Antiquities of Warwickshire (1656)
- History of St Paul’s Cathedral (1658)
- The History of Imbanking and Drayning (1662)[4]
- Origines Juridiciales (1666)
- Baronage of England (1675—1676)
- A Short View of the Late Troubles (1681)
- Ancient Usage of Bearing Arms (1682)
- Visitations of Derbyshire, Yorkshire, etc.[5]

Он также был редактором в Glossarium Archaiologicum сэра Генри Спелмана (1664) и Concilia (1664), добавляя свои собственные расширения. Его биография, написанная им самим до 1678 года, с его дневником и перепиской, а также указатель к его собраниям рукописей, была отредактирована Уильямом Хэмпером и опубликована в 1827 году.